# Resolució 1503 del Consell de Seguretat de les Nacions Unides
La Resolució 1503 del Consell de Seguretat de les Nacions Unides fou adoptada per unanimitat el 28 d'agost de 2003. Després de reafirmar les resolucions 827 (1993), 955 (1994), 978 (1995), 1165 (1998), 1166 (1998), 1329 (2000), 1411 (2002) i 1431 (2002) i 1481 (2003), el Consell va decidir dividir els deures del fiscal del Tribunal Penal Internacional per a l'antiga Iugoslàvia (TPIAI) i del Tribunal Penal Internacional per a Ruanda (ICTR) que anteriorment havia estat sota la responsabilitat de un sol càrrec, Carla Del Ponte, des de 1999.

## Resolució

### Observacions
El Consell de Seguretat va elogiar el progrés que tots dos tribunals havien fet per contribuir a la pau i la seguretat a l'antiga Iugoslàvia i a Ruanda. Acollint amb satisfacció els passos realitzats pels estats en qüestió a la regió dels Balcans i dels Llacs africans, va assenyalar l'objectiu dels dos tribunals de detectar a totes les persones restants fugitives i va demanar la cooperació dels països en aquest sentit. El Consell insta els estats a imposar mesures contra els individus que ajuden els fugitius a través de les prohibicions de viatges i la congelació d'actius.
El preàmbul de la resolució també preveia la finalització de les investigacions del TPIAI i el TPIR abans de 2004, judicis al final de 2008 i tots els treballs realitzats durant l'any 2010, concentrant-se en l'enjudiciament dels líders superiors. Els funcionaris de nivell inferior podrien ser jutjats a nivell nacional. L'enfortiment dels sistemes judicials nacionals era crucial per a les estratègies de finalització del TPIAI i el TPIR, incloent l'establiment d'una cambra de crims de guerra al TPIAI. Estava convençut que ambdós tribunals podien completar el seu treball de forma més eficient si cadascun tenia el seu propi fiscal.

### Actes
Actuant en virtut del Capítol VII de la Carta de les Nacions Unides, el Consell va convidar a la comunitat internacional a ajudar a les jurisdiccions nacionals a millorar la seva capacitat de processar els casos transferits del TPIAI i el TPIR, fomentant el desenvolupament de programes de divulgació. Demana a tots els estats, en particular a Bòsnia i Hercegovina, Croàcia, Sèrbia i Montenegro i la República Srpska a Bòsnia i Hercegovina per cooperar amb el TPIAI pel que fa a Radovan Karadžić, Ratko Mladić i Ante Gotovina. Mentrestant, es demana a la República Democràtica del Congo, Kenya, Ruanda i la República del Congo, entre altres estats, que cooperin amb el TPIR pel que fa a Félicien Kabuga i l'Exèrcit Patriòtic Ruandès.
Es va instar a tots els estats a cooperar amb Interpol a detectar els fugitius mentre es demanava a la comunitat de donants que donés suport a l'Alt Representant per a Bòsnia i Hercegovina en la creació d'una càmera especial al TPIAI per tractar violacions greus del dret internacional humanitari. Es va demanar als presidents i fiscals dels dos tribunals que informessin sobre l'aplicació de les estratègies de finalització.
Finalment, el secretari general Kofi Annan es va encarregar de nomenar un fiscal del TPIR, mentre que era ben rebuda la seva decisió de nomenar Carla Del Ponte com a fiscal del TPIAI.